# Karlovy Vary-i járás

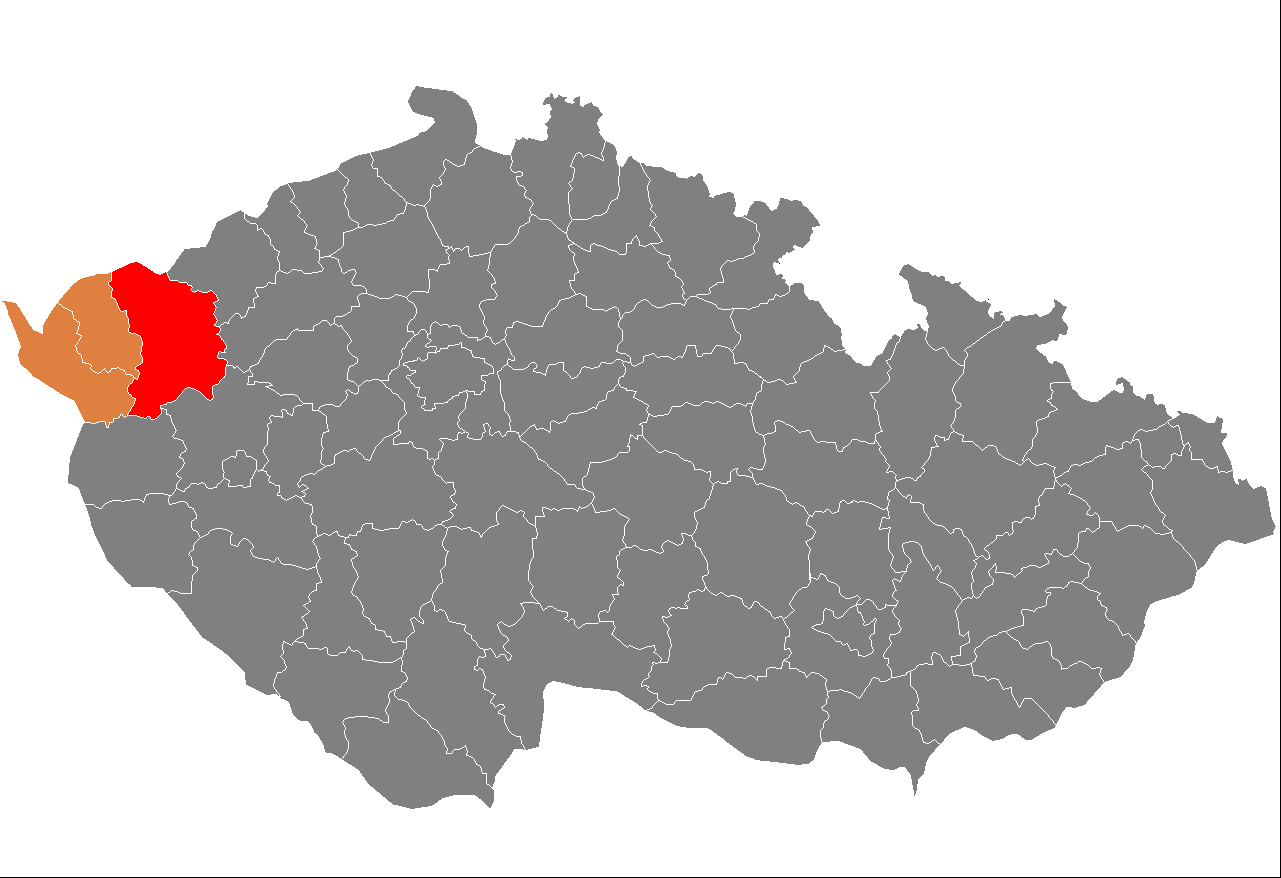
A Karlovy Vary-i járás

Karlovy Vary-i járás (csehül: Okres Karlovy Vary) közigazgatási egység Csehország Karlovy Vary-i kerületében. Székhelye Karlovy Vary. Lakosainak száma 117 783 fő (2007). Területe 1514,95 km².

## Városai és községei
A városok félkövér, a községek álló betűkkel szerepelnek a felsorolásban.

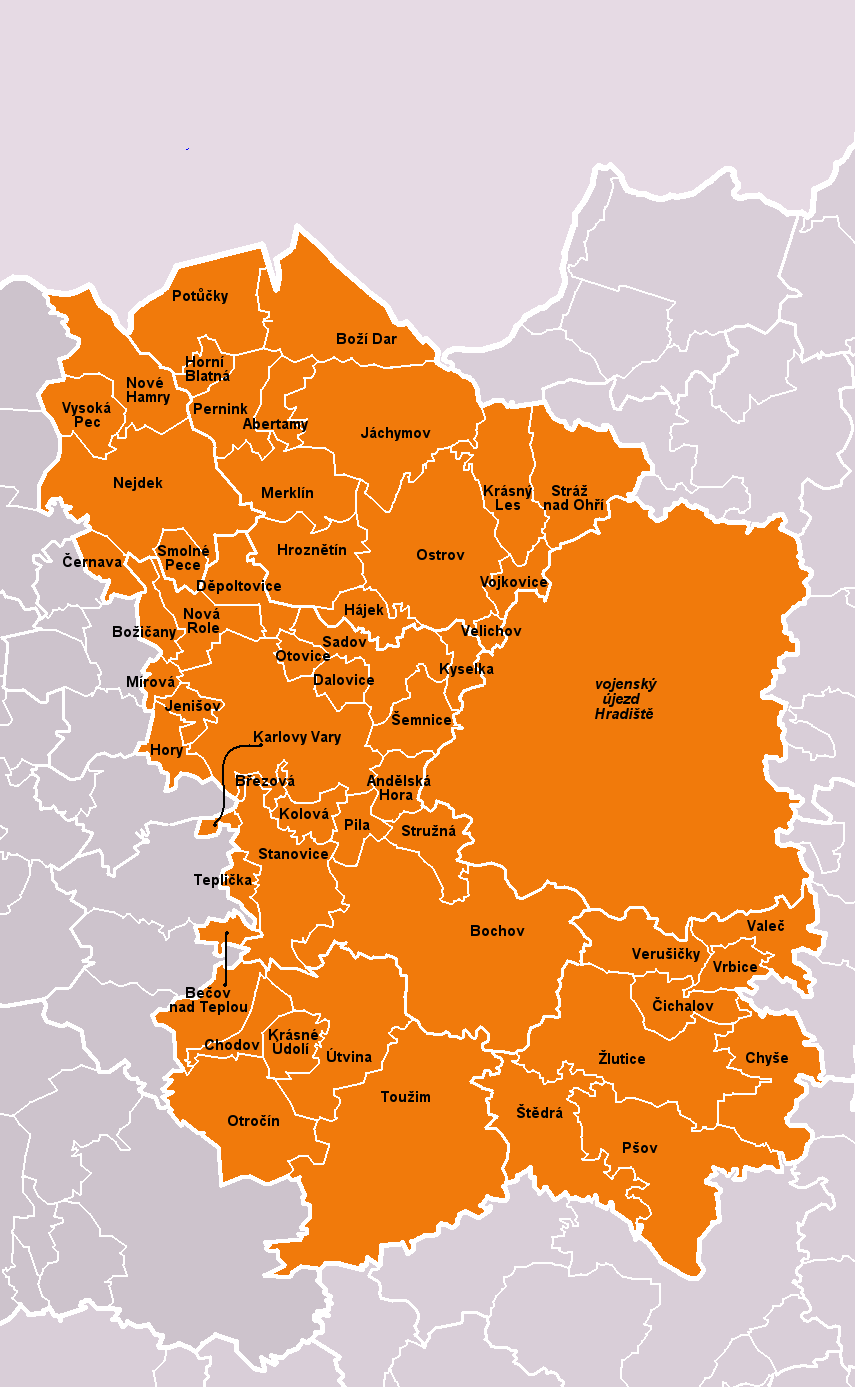
A Karlovy Vary-i járás települései

Abertamy •
Andělská Hora •
Bečov nad Teplou •
Bochov •
Boží Dar •
Božičany •
Bražec •
Březová •
Černava •
Chodov •
Chyše •
Čichalov •
Dalovice •
Děpoltovice •
Doupovské Hradiště •
Hájek •
Horní Blatná •
Hory •
Hradiště •
Hroznětín •
Jáchymov •
Jenišov •
Karlovy Vary •
Kolová •
Krásné Údolí •
Krásný Les •
Kyselka •
Merklín •
Mírová •
Nejdek •
Nová Role •
Nové Hamry •
Ostrov •
Otovice •
Otročín •
Pernink •
Pila •
Potůčky •
Pšov •
Sadov •
Šemnice •
Smolné Pece •
Stanovice •
Štědrá •
Stráž nad Ohří •
Stružná •
Teplička •
Toužim •
Útvina •
Valeč •
Velichov •
Verušičky •
Vojkovice •
Vrbice •
Vysoká Pec •
Žlutice

## Fordítás
- Ez a szócikk részben vagy egészben  a   Karlovy Vary District című angol Wikipédia-szócikk ezen változatának fordításán alapul.  Az eredeti cikk szerkesztőit annak laptörténete sorolja fel. Ez a jelzés csupán a megfogalmazás eredetét és a szerzői jogokat jelzi, nem szolgál a cikkben szereplő információk forrásmegjelöléseként.
- Ez a szócikk részben vagy egészben  az   Okres Karlovy Vary című cseh Wikipédia-szócikk ezen változatának fordításán alapul.  Az eredeti cikk szerkesztőit annak laptörténete sorolja fel. Ez a jelzés csupán a megfogalmazás eredetét és a szerzői jogokat jelzi, nem szolgál a cikkben szereplő információk forrásmegjelöléseként.